# Recurvirostra americana
L'avocetta americana (Recurvirostra americana J. F. Gmelin, 1789) è un uccello della famiglia dei Recurvirostridi.

## Descrizione

### Dimensioni
Misura 41-51 cm di lunghezza, per 215-476 g di peso. L'apertura alare si aggira sui 68 cm e il tarso misura 85-103 mm.

### Aspetto
Nell'avocetta americana la testa, il collo e il petto sono di un colore bruno-arancio che diventa rosato sulla parte alta della mantellina e del ventre per poi sfumare nel bianco. I motivi dei disegni nerastri del dorso ricordano quelli dell'avocetta comune (R. avosetta) e dell'avocetta collorosso (R. novaehollandiae), ma le macchie sono più sviluppate sulla parte esterna dell'ala a livello delle primarie e delle grandi copritrici.
Il lungo becco nero è fortemente curvato verso l'alto, ma le sue dimensioni sono generalmente più piccole di quello dell'avocetta comune. Gli adulti in tenuta non nuziale hanno il vertice, la nuca e la parte posteriore del collo di colore grigio-perla. Il resto delle parti inferiori è bianco. I giovani sono simili agli adulti, ma hanno il vertice di un colore marrone chiaro o grigiastro che contrasta nettamente con il castano opaco della nuca e della parte posteriore del collo, che sfuma nel rosa della parte alta della mantellina. È presente inoltre un po' di bianco sulle primarie interne. Le piume della mantellina e le copritrici alari presentano delle estremità bianche che spiccano chiaramente sullo sfondo nero.

### Voce
Le avocette americane emettono dei forti kleek o pleet che possono essere uditi anche a grande distanza. Quando degli intrusi penetrano nel loro territorio, sono in grado di produrre dei richiami stridenti e ripetuti.

## Biologia

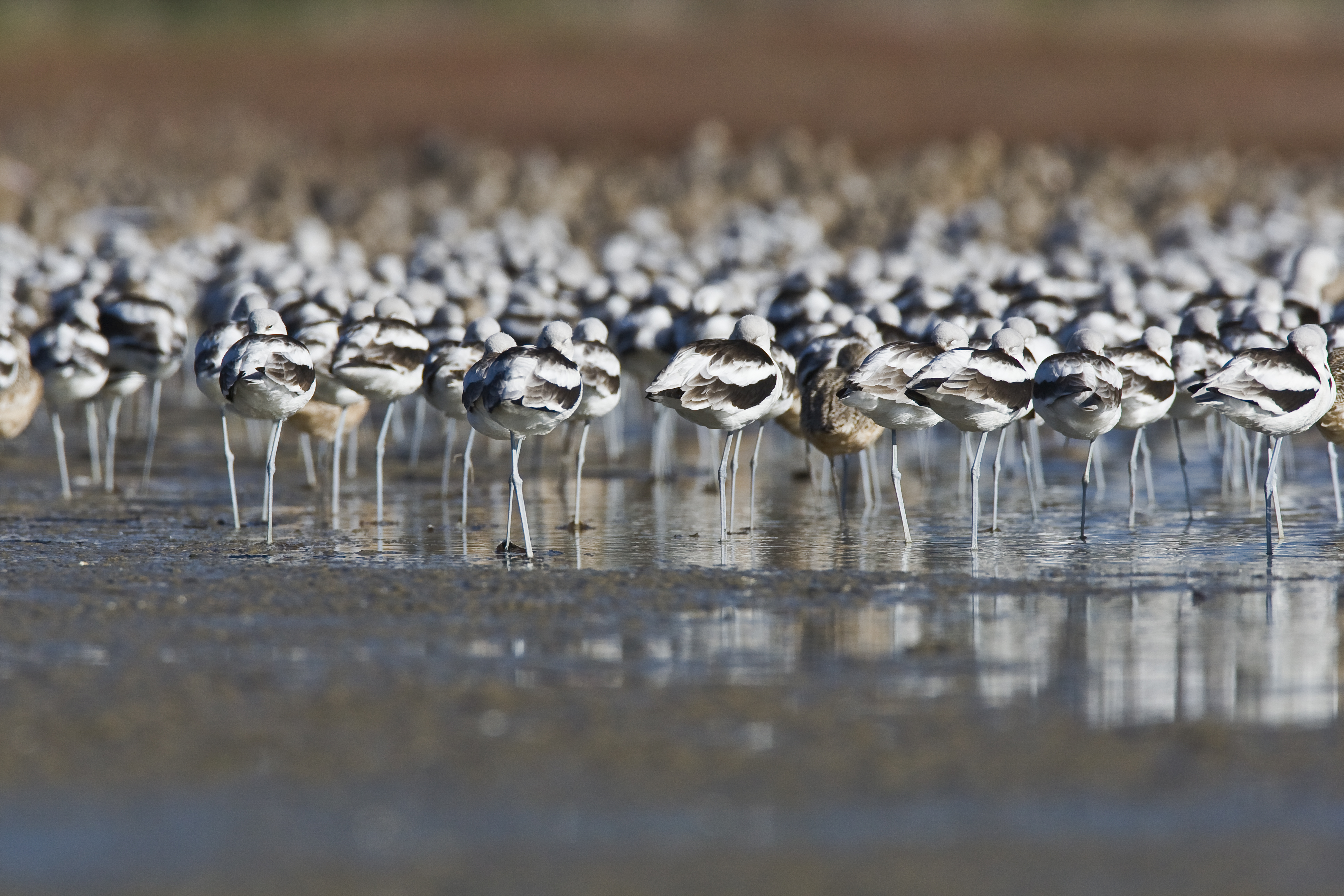
Avocette americane a Morro Bay (California).

Le avocette americane svernano nelle regioni meridionali e orientali degli Stati Uniti, nonché in Messico e nel Belize, dove gli habitat più adatti a questa specie presentano una copertura migliore. Esemplari migranti vengono avvistati anche a Panama e nelle regioni nord-occidentali del Sudamerica, fino al sud del Venezuela.
Questa specie è presente in piccolo numero, ma con un trend demografico in crescita, anche nelle isole Cayman e in Giamaica; alcune testimonianze ne segnalano la presenza anche nei Caraibi, a Porto Rico, nelle Isole Vergini, ad Antigua e a Barbados.

### Alimentazione
Le avocette americane sono principalmente carnivore. Si nutrono di una vasta gamma di invertebrati acquatici, compresi insetti e loro larve, crostacei, molluschi e lombrichi. Nelle località situate nell'entroterra, variano la loro dieta mangiando semi e insetti terricoli come cavallette e locuste.
Sulle spiagge californiane, il loro menu è un po' diverso, in quanto è composto prevalentemente da anellidi come gli spionidi, i capitellidi, i policheti e gli oligocheti. Le avocette americane catturano le loro prede soprattutto fendendo le acque poco profonde con il lungo becco ricurvo, che gioca un ruolo essenziale in questo. Si alimentano spesso in stormi molto numerosi.

### Riproduzione
Nel nord del loro areale le avocette americane nidificano in primavera e in estate. Nel Messico nord-occidentale, si riproducono tra il mese di aprile e il mese di agosto. Nel Messico centrale, la stagione di nidificazione si protrae dal mese di marzo ad agosto. A Cuba, essa ha luogo in giugno. Questi trampolieri nidificano generalmente in colonie sciolte, ma possono anche deporre le loro uova all'interno delle fitte formazioni di mangrovie. Occasionalmente, nidificano assieme ai cavalieri collonero (Himantopus mexicanus). Il nido è costituito da una sorta di depressione foderata con steli d'erba; è situato sul terreno o su zattere di vegetazione secca che formano un substrato di almeno 15 mm. All'interno delle colonie, i nidi sono disposti generalmente a 2-6 metri di distanza gli uni dagli altri.
Ciascuna covata comprende 4 uova, ciascuna delle quali misura 54 mm per 35, che vengono covate da entrambi i genitori per 22-39 giorni. I pulcini sono ricoperti da un piumino di colore fulvo chiaro con macchie e strisce più scure. I due genitori si prendono cura dei piccoli fino a quando non sono in grado di volare, ovvero dopo 4-5 settimane. A questa età sono già completamente indipendenti. Le piccole avocette raggiungono la maturità sessuale all'inizio del terzo anno.

## Distribuzione e habitat
Come indica il loro nome comune, queste avocette sono originarie del continente nordamericano, dove sono più numerose nel sud del Canada (dalla Columbia Britannica fino al sud-ovest dell'Ontario), e nel sud-ovest degli Stati Uniti, in particolare in California e nel nord del Texas. In America centrale sono presenti nella Baja California e nel nord del Messico, fino al Sonora.
Questi trampolieri svernano nel Messico centrale, nel Guatemala, nell'Honduras, nel Salvador e nel Nicaragua. Negli Stati Uniti orientali, quartieri invernali di questa specie si trovano in Florida e nella Carolina del Nord. Altri esemplari svernano nelle Grandi Antille, più precisamente nelle Bahamas e a Cuba.
Le avocette americane nidificano nei dintorni o sulle sponde di laghi salati e di bacini artificiali, in particolare ove sia presente un po' di vegetazione sparsa. Amano molto anche le acque alcaline, le lagune e le paludi, gli estuari di fiumi e di torrenti. Nel Messico centrale, possono nidificare fino a 2500 metri di altitudine. Nell'Idaho, negli Stati Uniti nord-occidentali, alcuni esemplari sono stati avvistati addirittura a 2720 metri.
Al di fuori della stagione riproduttiva, questi uccelli mostrano una chiara preferenza per gli specchi d'acqua dolce, così come per le lagune costiere, le foci dei fiumi, le spiagge e le distese di fango che vengono colpite dalle correnti di marea.

## Conservazione
La IUCN classifica l'avocetta americana come «specie a rischio minimo» (Least Concern). Occupa un territorio molto vasto e molti siti in cui è presente sono protetti. In Messico è allo stesso tempo una specie nidificante e una visitatrice invernale piuttosto abituale. Due colonie riproduttive sono state recentemente scoperte a Cierra de Biramal, a Cuba, durante l'estate del 2007: esse erano costituite rispettivamente da 11 e 12 coppie. Questa piccola popolazione si è sviluppata a partire da alcuni visitatori invernali nel corso degli ultimi due decenni.